# 摠禅寺
摠禅寺（そうぜんじ）は、東京都豊島区にある曹洞宗の寺院。なお「摠」の字が常用漢字外であることから、常用漢字の「総」を用いて「総禅寺」と書かれることもある。

## 歴史
1624年（寛永元年）、日山宗春によって開山された。元々は湯島（現・文京区湯島）に位置していたが、天和の大火で焼失したため、翌年の1683年（天和3年）に千駄木に移転した。その際に、江戸幕府第5代将軍徳川綱吉より赤門を建てる許可を受けた。これにより「赤門寺」と呼ばれるようになった。
1897年（明治30年）に現在地に移転した。1945年（昭和20年）の空襲で焼失した。再建までの間は、戦災児童を集めて寺子屋をやっていた。戦後に再建を進め、当寺の象徴でもある赤い山門は、1970年（昭和45年）に再建された。

## 墓地
墓地には、下記の人物が葬られている。檀信徒以外は立ち入り禁止。一般拝観は不可。
- 手塚良仙（医師、手塚治虫の曽祖父である）
- 大槻俊斎（医師、妻は良仙の妹である）

## 交通アクセス
- 新庚申塚停留場より徒歩5分。